# Leonhard Eißnert

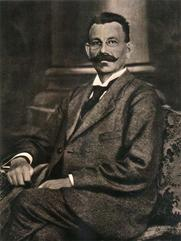
Porträt von Leonard Eißnert, unbekanntes Datum

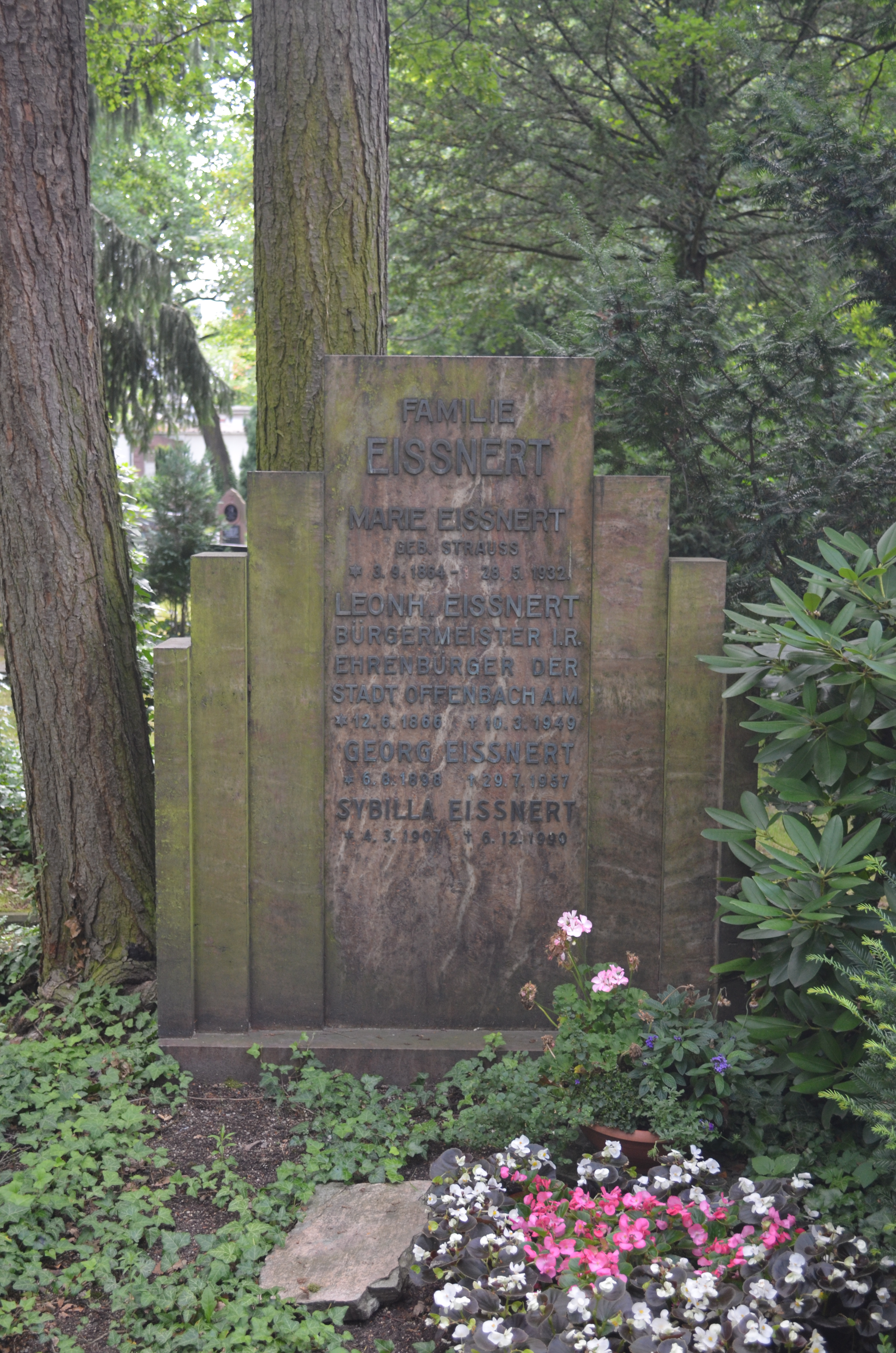
Grab von Leonhard Eißnert auf dem Alten Friedhof in Offenbach

Leonhard Eißnert (eigentlich Georg Leonhard Eißnert, * 12. Juni 1866 in Reichenberg (Unterfranken); † 10. März 1949 in Offenbach am Main) war ein hessischer Politiker (SPD), Bürgermeister in Offenbach und Abgeordneter des Hessischen Landtags.
Eißnert war erster sozialdemokratischer Beigeordneter einer deutschen Stadt.

## Ausbildung und Beruf
Leonhard Eißnert wurde als Sohn eines Landwirts geboren. Nach dem Besuch der Volksschule machte er eine Tischlerlehre und arbeitete bis 1897 als Tischlergeselle. 1897 bis 1920 war er Zigarrenhändler in Offenbach.

## Politik
Eißnert war Mitglied der SPD. Er war 1898 bis 1906 Stadtverordneter in Offenbach. 1906 wurde er zum ersten ehrenamtlichen Beigeordneten der SPD in einer deutschen Großstadt gewählt. Mehr als ein halbes Jahr dauerte es nach der Wahl, bis Großherzog Ernst Ludwig Eißnert im Amt bestätigte, da konservative und nationalliberale Kreise Sturm gegen die Wahl Eißnerts liefen. Dieses Amt behielt er, bis er im Februar 1920 als hauptamtlicher Beigeordneter gewählt wurde.
Im Jahr 1911 wurde Eißnert in den Landtag des Großherzogtums Hessen gewählt. 1919 bis 1921 war er Abgeordneter des Landtags des Volksstaates Hessen. Von 1928 bis 1932 war er Bürgermeister in Offenbach.
Eißnerts Wirken in Offenbach prägt das Stadtbild bis heute: Der Anlagenring und der Waldpark am Bieberer Berg (heute: Leonhard-Eißnert-Park) gehen auf seine Initiative zurück. In diesen grünen Lungen sollten die Menschen sich von den Strapazen des Alltags in schmutzigen Fabrikhallen und muffigen Wohnungen erholen können. Ebenso gab er entscheidende Anstöße für die Wohngebiete am Isenburg- und Starkenburgring sowie weitere entlang des Anlagenrings. Sogar die Idee für die Siedlung Tempelsee soll auf Eißnert zurückgehen.

## Ehrungen
- In Offenbach ist der Waldpark Leonhard-Eißnert-Park nach Eißnert benannt
- Leonhard Eißnert wurde im Juni 1948 zum Ehrenbürger der Stadt Offenbach ernannt
- Am 5. Juli 2006 feierte die Offenbacher SPD Eißnerts erste Wahl vom 5. Juli 1906 mit einem Fest im Leonhard-Eißnert-Park
- Die Historische Kommission der SPD Offenbach brachte zu Eißnerts 60. Todestag im März 2009 eine Broschüre mit Eißnerts Erinnerungen heraus[4]